# Mocorichi de Arriba
Mocorichi de Arriba är en ort i Mexiko.   Den ligger i kommunen Uruachi och delstaten Chihuahua, i den nordvästra delen av landet, 1 300 km nordväst om huvudstaden Mexico City. Mocorichi de Arriba ligger 1 026 meter över havet och antalet invånare är 121.
Terrängen runt Mocorichi de Arriba är kuperad åt nordväst, men åt sydost är den bergig. Runt Mocorichi de Arriba är det mycket glesbefolkat, med 4 invånare per kvadratkilometer. Det finns inga andra samhällen i närheten. I omgivningarna runt Mocorichi de Arriba växer huvudsakligen savannskog.